# Жингилдинська сільська адміністрація
Жингилди́нська сільська адміністрація (каз. Жыңғылды ауылдық әкімдігі, рос. Жынгылдинская сельская администрация) — адміністративна одиниця у складі Мангистауського району Мангистауської області Казахстану. Адміністративний центр та єдиний населений пункт — село Жингилди.
Населення — 2820 осіб (2021; 2278 у 2009, 1939 у 1999, 1751 у 1989).
Станом на 1989 рік існувала Куйбишевська сільська рада (села Куйбишево, Тушибек). 1993 року утворено Куйбишевський сільський округ (села 15-Бекет, Жингилди, Тущибек). У період 1993-1999 років Куйбишевський сільський округ перейменовано на Жингилдинський сільський округ. 2007 року села 15-Бекет та Тущибек утворили окремий Отпанський сільський округ. 2016 року Жингилдинський сільський округ перетворено в Жингилдинську сільську адміністрацію.